# Serious Moonlight Tour
Die Serious Moonlight Tour war eine weltweite Konzerttournee des britischen Singer-Songwriters David Bowie, mit der der Künstler sein 1983 veröffentlichtes Studioalbum Let’s Dance bewarb. Namensgeber der Tournee war eine Textzeile aus dem Titelsong des Albums („Let's sway under the moonlight, the serious moonlight.“)

## Hintergrund
Im September 1980 veröffentlichte David Bowie sein Album Scary Monsters (and Super Creeps) und plante ursprünglich, im darauffolgenden Jahr mit dem Album auf Tournee zu gehen. Der Mord an seinem Musikkollegen und guten Freund John Lennon am 8. Dezember 1980 traf Bowie jedoch zutiefst, infolgedessen sagte er seine Tourneepläne ab und zog sich in sein Haus in der Schweiz zurück, wo er an weiterer Musik arbeitete. Folglich war die Serious Moonlight Tour Bowies erste Tournee seit fünf Jahren.
Die Tour begann am 18. Mai 1983 in Brüssel und endete am 8. Dezember 1983 in Hongkong. Insgesamt absolvierten David Bowie und seine Musiker 96 Konzerte in Nordamerika, Europa, Asien, Australien und Neuseeland. Ursprünglich waren Auftritte in kleineren Hallen wie auf Bowies Tourneen in den frühen 1970er Jahren geplant, der unerwartet große Erfolg seines Albums Let’s Dance führte jedoch zu einer erhöhten Nachfrage der Konzerttickets, so dass nur große Hallen, Stadien und für Open Air-Konzerte geeignete Freiflächen infrage kamen, um die Nachfrage zu decken. Die angekündigten Konzerte waren rasch ausverkauft, was oft zu zusätzlichen Konzerten an denselben Orten führte. Allein zum Konzert am 26. November 1983 in Auckland kamen über 80.000 Zuschauer, was diesen Auftritt zum Konzert eines einzigen Künstlers mit der bis dato größten Zuschaueranzahl in der südlichen Hemisphäre machte.
Mit insgesamt 2,6 Mio. verkauften Eintrittskarten war die Serious Moonlight Tour die erfolgreichste Konzerttournee des Jahres 1983. Auch für Bowie selbst war die Tour ein kommerzieller Höhepunkt, der seine neue Popularität jedoch zunehmend verwirrend fand. Er bemerkte, dass er mit dem Erfolg von Let’s Dance und der Serious Moonlight Tour den Überblick darüber verloren habe, wer seine Fans waren oder was sie wollten. 2003 räumte Bowie ein: „Die Blond Ambition-Tour, wie wir sie schließlich nannten, [...] war ziemlich gut. Wir hatten sie gebucht, bevor alles so groß wurde, und sie war wirklich ziemlich innovativ. Es war die erste große Tournee im Stil einer Theatershow, die es je gab. Madonna und Prince kamen, um sie zu sehen, und sie hatte Einfluss.“
Für den Entwurf des Bühnenbilds arbeitete Bowie zunächst mit Derek Boshier zusammen, der bereits das Artwork für das Album Let’s Dance entworfen hatte. Der von Boshier vorgeschlagene Entwurf war ein „extravagantes Design, das an das Bühnenset der Diamond Dogs Tour im Jahr 1974 erinnerte, mit mehreren Plattformen und Ebenen, rotierenden Prismen, die auf jeder Facette unterschiedliche Hintergrunddesigns enthüllten, und einer riesigen Cartoonfigur von Bowie mit einer Gitarre“, dieser Entwurf wurde jedoch als zu kostspielig abgelehnt. Bowie verpflichtete stattdessen Mark Ravitz, um das endgültige Design zu entwerfen, das vier riesige Säulen (von Bowie und seinen Musikern liebevoll „Kondome“ genannt), sowie einen großen Mond und eine riesige Hand umfasste.
Die Bühne der Serious Moonlight Tour erhielt bewusst ein vertikales Flair (vor allem durch die Säulen) und ein Gesamtdesign, das Bowie als Kombination aus Klassizismus und Moderne beschrieb. Das Gewicht dieses Bühnenbildes (von denen es zwei gab) betrug geschätzte 32 Tonnen. Zur Beleuchtung des Bühnenbildes dienten 40 kopfbewegte Scheinwerfer der Firma Vari*Lite, von denen einige horizontal über die Bühne verteilt waren, wodurch sie für bestimmte Lieder „Bühnenlandschaften schaffen“ konnten.

## Liveaufnahmen
Der Auftritt in Vancouver am 12. September 1983 wurde gefilmt und erschien im darauffolgenden Jahr unter dem Titel Serious Moonlight auf VHS und Laserdisc. 2006 erfolgte schließlich die Wiederveröffentlichung auf DVD. Der Mitschnitt enthält die meisten Lieder des Konzerts, wobei Star, Stay, The Jean Genie, Red Sails und Modern Love aus Zeitgründen weggelassen wurden.

## Setlist

### Beispiel-Setlist
- Look Back in Anger
- “Heroes”
- Golden Years
- Fashion
- Let’s Dance
- Breaking Glass
- Life on Mars?
- Sorrow
- Cat People (Putting Out Fire)
- China Girl
- Scary Monsters (And Super Creeps)
- Rebel Rebel
- White Light/White Heat
- Station to Station
- Cracked Actor
- Ashes to Ashes
- Space Oddity
- Young Americans
- Fame
- Star
- Stay
- The Jean Genie
- Modern Love

## Tourdaten
| Nr.                        | Datum                      | Stadt                      | Land                       | Veranstaltungsort                  | Anmerkungen                       |
| Leg 1 – Europa/Nordamerika | Leg 1 – Europa/Nordamerika | Leg 1 – Europa/Nordamerika | Leg 1 – Europa/Nordamerika | Leg 1 – Europa/Nordamerika         | Leg 1 – Europa/Nordamerika        |
| -------------------------- | -------------------------- | -------------------------- | -------------------------- | ---------------------------------- | --------------------------------- |
| 1                          | 18. Mai 1983               | Brüssel                    | Belgien                    | Forest National                    |                                   |
| 2                          | 19. Mai 1983               | Brüssel                    | Belgien                    | Forest National                    |                                   |
| 3                          | 20. Mai 1983               | Frankfurt am Main          | Deutschland                | Festhalle                          |                                   |
| 4                          | 21. Mai 1983               | München                    | Deutschland                | Olympiahalle                       |                                   |
| 5                          | 22. Mai 1983               | München                    | Deutschland                | Olympiahalle                       |                                   |
| 6                          | 24. Mai 1983               | Lyon                       | Frankreich                 | Palais des Sports de Gerland       |                                   |
| 7                          | 25. Mai 1983               | Lyon                       | Frankreich                 | Palais des Sports de Gerland       |                                   |
| 8                          | 26. Mai 1983               | Fréjus                     | Frankreich                 | Les Arènes                         |                                   |
| 9                          | 27. Mai 1983               | Fréjus                     | Frankreich                 | Les Arènes                         |                                   |
| xx                         | 29. Mai 1983               | Nantes                     | Frankreich                 | Stade de la Beaujoire              |                                   |
| 10                         | 30. Mai 1983               | San Bernardino             | Vereinigte Staaten         | Glen Helen Regional Park           | US Festival                       |
| 11                         | 2. Juni 1983               | London                     | England                    | Wembley Arena                      |                                   |
| 12                         | 3. Juni 1983               | London                     | England                    | Wembley Arena                      |                                   |
| 13                         | 4. Juni 1983               | London                     | England                    | Wembley Arena                      |                                   |
| 14                         | 5. Juni 1983               | Birmingham                 | England                    | National Exhibition Centre         |                                   |
| 15                         | 6. Juni 1983               | Birmingham                 | England                    | National Exhibition Centre         |                                   |
| 16                         | 8. Juni 1983               | Paris                      | Frankreich                 | Hippodrome d’Auteuil               |                                   |
| 17                         | 9. Juni 1983               | Paris                      | Frankreich                 | Hippodrome d’Auteuil               |                                   |
| 18                         | 11. Juni 1983              | Göteborg                   | Schweden                   | Ullevi Stadion                     |                                   |
| 19                         | 12. Juni 1983              | Göteborg                   | Schweden                   | Ullevi Stadion                     |                                   |
| 20                         | 15. Juni 1983              | Bochum                     | Deutschland                | Ruhrstadion                        |                                   |
| 21                         | 17. Juni 1983              | Bad Segeberg               | Deutschland                | Kalkbergstadion                    |                                   |
| 22                         | 18. Juni 1983              | Bad Segeberg               | Deutschland                | Kalkbergstadion                    |                                   |
| 23                         | 20. Juni 1983              | Berlin                     | Deutschland                | Waldbühne                          |                                   |
| 24                         | 24. Juni 1983              | Offenbach am Main          | Deutschland                | Stadion am Bieberer Berg           |                                   |
| 25                         | 25. Juni 1983              | Rotterdam                  | Niederlande                | Stadion Feijenoord                 |                                   |
| 26                         | 26. Juni 1983              | Rotterdam                  | Niederlande                | Stadion Feijenoord                 |                                   |
| 27                         | 28. Juni 1983              | Edinburgh                  | Schottland                 | Murrayfield Stadium                |                                   |
| 28                         | 30. Juni 1983              | London                     | England                    | Hammersmith Odeon                  |                                   |
| 29                         | 1. Juli 1983               | Milton Keynes              | England                    | Concert Bowl                       |                                   |
| 30                         | 2. Juli 1983               | Milton Keynes              | England                    | Concert Bowl                       |                                   |
| 31                         | 3. Juli 1983               | Milton Keynes              | England                    | Concert Bowl                       |                                   |
| Leg 2 – Nordamerika        |                            |                            |                            |                                    |                                   |
| 32                         | 11. Juli 1983              | Quebec City                | Kanada                     | Le Colisée                         |                                   |
| 33                         | 12. Juli 1983              | Montréal                   | Kanada                     | Forum                              |                                   |
| 34                         | 13. Juli 1983              | Montréal                   | Kanada                     | Forum                              |                                   |
| 35                         | 15. Juli 1983              | Hartford                   | Vereinigte Staaten         | Civic Center                       |                                   |
| 36                         | 16. Juli 1983              | Hartford                   | Vereinigte Staaten         | Civic Center                       |                                   |
| 37                         | 18. Juli 1983              | Philadelphia               | Vereinigte Staaten         | Spectrum                           |                                   |
| 38                         | 19. Juli 1983              | Philadelphia               | Vereinigte Staaten         | Spectrum                           |                                   |
| 39                         | 20. Juli 1983              | Philadelphia               | Vereinigte Staaten         | Spectrum                           |                                   |
| 40                         | 21. Juli 1983              | Philadelphia               | Vereinigte Staaten         | Spectrum                           |                                   |
| xx                         | 23. Juli 1983              | Syracuse                   | Vereinigte Staaten         | Carrier Dome                       | verlegt auf den 6. September 1983 |
| 41                         | 25. Juli 1983              | New York City              | Vereinigte Staaten         | Madison Square Garden              |                                   |
| 42                         | 26. Juli 1983              | New York City              | Vereinigte Staaten         | Madison Square Garden              |                                   |
| 43                         | 27. Juli 1983              | New York City              | Vereinigte Staaten         | Madison Square Garden              |                                   |
| 44                         | 29. Juli 1983              | Richfield                  | Vereinigte Staaten         | Coliseum                           |                                   |
| 45                         | 30. Juli 1983              | Detroit                    | Vereinigte Staaten         | Joe Louis Arena                    |                                   |
| 46                         | 31. Juli 1983              | Detroit                    | Vereinigte Staaten         | Joe Louis Arena                    |                                   |
| 47                         | 1. August 1983             | Rosemont                   | Vereinigte Staaten         | Rosemont Horizon                   |                                   |
| 48                         | 2. August 1983             | Rosemont                   | Vereinigte Staaten         | Rosemont Horizon                   |                                   |
| 49                         | 3. August 1983             | Rosemont                   | Vereinigte Staaten         | Rosemont Horizon                   |                                   |
| 50                         | 7. August 1983             | Edmonton                   | Kanada                     | Commonwealth Stadium               |                                   |
| 51                         | 9. August 1983             | Vancouver                  | Kanada                     | BC Place Stadium                   |                                   |
| 52                         | 11. August 1983            | Tacoma                     | Vereinigte Staaten         | Tacoma Dome                        |                                   |
| 53                         | 14. August 1983            | Inglewood                  | Vereinigte Staaten         | The Forum                          |                                   |
| 54                         | 15. August 1983            | Inglewood                  | Vereinigte Staaten         | The Forum                          |                                   |
| 55                         | 17. August 1983            | Phoenix                    | Vereinigte Staaten         | Arizona Veterans Memorial Coliseum |                                   |
| 56                         | 19. August 1983            | Dallas                     | Vereinigte Staaten         | Reunion Arena                      |                                   |
| 57                         | 20. August 1983            | Austin                     | Vereinigte Staaten         | Frank Erwin Center                 |                                   |
| 58                         | 21. August 1983            | Houston                    | Vereinigte Staaten         | The Summit                         |                                   |
| 59                         | 24. August 1983            | Norfolk                    | Vereinigte Staaten         | Scope Arena                        |                                   |
| 60                         | 25. August 1983            | Norfolk                    | Vereinigte Staaten         | Scope Arena                        |                                   |
| 61                         | 27. August 1983            | Landover                   | Vereinigte Staaten         | Capital Center                     |                                   |
| 62                         | 28. August 1983            | Landover                   | Vereinigte Staaten         | Capital Center                     |                                   |
| 63                         | 29. August 1983            | Hershey                    | Vereinigte Staaten         | Hersheypark Stadium                |                                   |
| 64                         | 31. August 1983            | Foxborough                 | Vereinigte Staaten         | Sullivan Stadium                   |                                   |
| 65                         | 3. September 1983          | Toronto                    | Kanada                     | Exhibition Stadium                 |                                   |
| 66                         | 4. September 1983          | Toronto                    | Kanada                     | Exhibition Stadium                 |                                   |
| 67                         | 5. September 1983          | Buffalo                    | Vereinigte Staaten         | Memorial Auditorium                |                                   |
| 68                         | 6. September 1983          | Syracuse                   | Vereinigte Staaten         | Carrier Dome                       |                                   |
| 69                         | 9. September 1983          | Anaheim                    | Vereinigte Staaten         | Anaheim Stadium                    |                                   |
| 70                         | 11. September 1983         | Vancouver                  | Kanada                     | Pacific Coliseum                   |                                   |
| 71                         | 12. September 1983         | Vancouver                  | Kanada                     | Pacific Coliseum                   |                                   |
| 72                         | 14. September 1983         | Winnipeg                   | Kanada                     | Winnipeg Stadium                   |                                   |
| 73                         | 17. September 1983         | Oakland                    | Vereinigte Staaten         | Oakland-Alameda County Coliseum    | Day on the Green                  |
| Leg 3 – Australasien       |                            |                            |                            |                                    |                                   |
| 74                         | 20. Oktober 1983           | Tokio                      | Japan                      | Nippon Budōkan                     |                                   |
| 75                         | 21. Oktober 1983           | Tokio                      | Japan                      | Nippon Budōkan                     |                                   |
| 76                         | 22. Oktober 1983           | Tokio                      | Japan                      | Nippon Budōkan                     |                                   |
| 77                         | 24. Oktober 1983           | Tokio                      | Japan                      | Nippon Budōkan                     |                                   |
| 78                         | 25. Oktober 1983           | Yokohama                   | Japan                      | Yokohama Stadium                   |                                   |
| 79                         | 26. Oktober 1983           | Osaka                      | Japan                      | Prefectural Gymnasium              |                                   |
| 80                         | 27. Oktober 1983           | Osaka                      | Japan                      | Prefectural Gymnasium              |                                   |
| 81                         | 29. Oktober 1983           | Nagoya                     | Japan                      | International Exhibition Hall      |                                   |
| 82                         | 30. Oktober 1983           | Suita                      | Japan                      | Expo Commemoration Park            |                                   |
| 83                         | 31. Oktober 1983           | Kyoto                      | Japan                      | Prefectural Gymnasium              |                                   |
| 84                         | 4. November 1983           | Perth                      | Australien                 | Entertainment Centre               |                                   |
| 85                         | 5. November 1983           | Perth                      | Australien                 | Entertainment Centre               |                                   |
| 86                         | 6. November 1983           | Perth                      | Australien                 | Entertainment Centre               |                                   |
| 87                         | 9. November 1983           | Adelaide                   | Australien                 | The Oval                           |                                   |
| 88                         | 12. November 1983          | Melbourne                  | Australien                 | VFL Park                           |                                   |
| 89                         | 16. November 1983          | Brisbane                   | Australien                 | Lang Park                          |                                   |
| 90                         | 19. November 1983          | Sydney                     | Australien                 | Showground at Moore Park           |                                   |
| 91                         | 20. November 1983          | Sydney                     | Australien                 | Showground at Moore Park           |                                   |
| 92                         | 24. November 1983          | Wellington                 | Neuseeland                 | Athletic Park                      |                                   |
| 93                         | 26. November 1983          | Auckland                   | Neuseeland                 | Western Springs Stadium            |                                   |
| Leg 4 – Asien              |                            |                            |                            |                                    |                                   |
| 94                         | 3. Dezember 1983           | Singapur                   | Singapur                   | National Stadium                   |                                   |
| 95                         | 5. Dezember 1983           | Bangkok                    | Thailand                   | Royal Thai Army Stadium            |                                   |
| 96                         | 7. Dezember 1983           | Hongkong                   | Hongkong                   | Hong Kong Coliseum                 |                                   |
| 97                         | 8. Dezember 1983           | Hongkong                   | Hongkong                   | Hong Kong Coliseum                 |                                   |

## Band
- David Bowie: Gesang, Gitarre, Saxophon
- Earl Slick: Gitarre
- Carlos Alomar: Gitarre, Hintergrundgesang
- Carmine Rojas: Bass
- Tony Thompson: Schlagzeug, Percussion
- Dave Lebolt: Keyboards
- Steve Elson: Saxophon
- Stan Harrison: Saxophon, Holzblasinstrumente
- Lenny Pickett: Saxophon, Holzblasinstrumente
- George Simms: Hintergrundgesang
- Frank Simms: Hintergrundgesang